# دانه‌سنجی
دانه‌سنجی یا گرانولومتری (انگلیسی: Granulometry) به اندازه‌گیری قطر ذرات و شناسایی نسبت تراکم آن‌ها گفته می‌شود. برای این کار نمونه‌ها را پس از آماده‌سازی به‌وسیله الک‌هایی غربال می‌کنند. عمل غربال کردن ذرات بر حسب درشتی یا ریزی دانه‌ها از طریق غربال‌های مختلف انجام می‌شود. هر غربال قادر است همه ذراتی را که قطر آن‌ها از شبکه غربال کوچک‌تر است از خود عبور دهد و ذراتی که بزگ‌تر هستند را در خود نگاه دارد. مواد باقی‌مانده روی هر یک از این غربال‌ها نشان‌دهنده اندازه آن نمونه است. پس از غربال کردن، این رسوبات وزن می‌شوند و درصد وزنی آنها اندازه‌گیری می‌گردد و با ترسیم منحنی‌های مربوط تفسیر می‌شوند.
قطر دانه‌های درشت (شن) را می‌توان مستقیماً اندازه‌گیری کرد. این‌کار توسط ابزارهای مخصوص اندازه‌گیری قطر مثل کولیس انجام می‌شود. روش دیگری نیز برای اندازه‌گیری قطر ذرات درشت وجود دارد و آن عکس‌برداری از نمونه‌ها (دانه‌سنجی بصری) است. ولی اشکال این روش این است که در عکس، بُعد سوم مشخص نبوده و حجم واقعی ذرات را نمی‌توان پیدا کرد. 
ذرات دانه‌ریز در حد سیلت و رس را به‌وسیله پیپت و هیدرومتر اندازه‌گیری می‌کنند. به‌دلیل چسبندگی زیاد ذرات کوچک رس و سیلت نمی‌توان برای دانه‌سنجی این ذرات از غربال و الک استفاده کرد. برای اندازه‌گیری قطر این ذرات، ابتدا مواد آلی آن‌ها را با هیدروکلریک اسید رقیق حل کرده و از محیط خارج می‌کنند. سپس برای کاهش میزان چسبندگی بین ذرات از مواد معلق‌کننده استفاده کرده و این مواد را به مخلوط آب و رسوب اضافه می‌کنند. سپس بر اساس سرعت سقوط ذره (با استفاده از قانون استوکس) اندازه ذرات را محاسبه می‌کنند.